# Taller-cochera Canning
El Taller-Cochera Canning es una cochera y taller ferroviario que da servicio al Subte de Buenos Aires, principalmente a la línea D. Está ubicado debajo de la Avenida Santa Fe a la altura del Jardín botánico de Buenos Aires en el barrio porteño de Palermo. El taller fue construido en 1938 por la CHADOPyF para reparar y alojar a los coches de su segunda línea.
Se localiza entre las estaciones Scalabrini Ortiz (ex Canning) y Plaza Italia. Allí se hace mantenimiento liviano a los trenes Fiat Materfer que circulan por la línea.
En mayo de 2000, las entonces autoridades del gobierno de la Ciudad de Buenos Aires presentaron un plan de obras para 2010 donde se prevía la construcción de talleres debajo de la Plaza Italia para desafectar al taller Canning, que junto con la cercana estación Scalabrini Ortiz pasarían a ser una terminal intermedia.

## Toponimia
Originalmente tanto el taller como la cercana estación se denominaban Canning, en honor a George Canning, Secretario de Relaciones Exteriores del Reino Unido. El nombre de la estación fue modificado a Scalabrini Ortiz junto con el de la avenida que le da nombre en 1974. Esto no fue así con el taller que conservó su nombre original.